# Mehdi Taremi
Mehdi Taremi (persisch مِهدی طارمی; * 18. Juli 1992 in Buschehr) ist ein iranischer Fußballspieler, der seit Juli 2024 beim italienischen Erstligisten Inter Mailand unter Vertrag steht. Der Stürmer ist seit 7. Juni 2015 iranischer Nationalspieler.

## Karriere

### Verein

#### Anfänge in der Heimat
Der in Buschehr geborene Mehdi Taremi entstammt der Nachwuchsabteilung von Shahin Buschehr, wo er während der Saison 2010/11 erstmals in den Kader der ersten Mannschaft beordert wurde. Am 29. Oktober 2010 (13. Spieltag) gab er bei der 0:1-Auswärtsniederlage gegen den Foolad FC sein Debüt in der höchsten iranischen Spielklasse, als er in der 73. Spielminute für Mohammad Ahmadpouri eingewechselt wurde. Bereits in seinem zweiten Einsatz am 4. Dezember (17. Spieltag) erzielte er in der 85. Spielminute den Ausgleich zum 2:2-Endstand gegen Naft Teheran. In seiner ersten Spielzeit bestritt er sechs Ligaspiele, in denen er einen Torerfolg verbuchen konnte. In der nächsten Saison 2011/12 verpasste er den Sprung in die Rotation und absolvierte lediglich zwei Kurzeinsätze.
Im Winter 2012 wurde er von Shahin Buschehr freigegeben, um seinen Militärdienst bei einem entsprechenden Verein absolvieren konnte. Nachdem er es jedoch versäumte einem solchen Klub beizutreten, musste er seinen Kommiss in einer klassischen Garnison leisten. Im Sommer 2013 schloss er sich dem Stadtrivalen Iranjavan Buschehr an, der in der zweitklassigen Azadegan League spielte. Am 25. September 2013 (1. Spieltag) debütierte er beim 2:2-Unentschieden gegen Naft va Gaz Gachsaran für seinen neuen Arbeitgeber. Fünf Tage später (2. Spieltag) konnte er beim 3:1-Auswärtssieg gegen Persepolis Shomal bereits doppelt treffen. Bei Iranjavan etablierte er sich rasch als Stammkraft und ihm gelangen in dieser Spielzeit 2013/14 in 22 Ligaeinsätzen 12 Tore, wodurch er zum Torschützenkönig in der zweithöchsten iranischen Spielklasse avancierte.

#### Durchbruch beim FC Persepolis
Mit seinen guten Leistungen zog der junge Stürmer das Interesse diverser höherklassigerer Vereine auf sich und zur nächsten Saison 2014/15 wechselte er zum iranischen Rekordmeister FC Persepolis. Beim Verein aus der Hauptstadt Teheran unterzeichnete Taremi einen Zweijahresvertrag. Seinen ersten Einsatz absolvierte er am 1. August 2014 (1. Spieltag) beim 1:1-Unentschieden gegen Naft Teheran, bei dem er in der Schlussphase in die Partie kam. Zwei Wochen später (3. Spieltag) erzielte er im heimischen Azadi-Stadion gegen Zob Ahan Isfahan den Siegtreffer zum 1:0-Endstand. Er zählte in dieser Spielzeit zum Stammpersonal und kam in 26 Ligaeinsätzen zu sieben Treffern und fünf Vorlagen.
Der endgültige Durchbruch als Torjäger gelang ihm in der darauffolgenden Saison 2015/16, in der er mit 16 Toren in 25 Ligaeinsätzen der beste Torschütze der Persian Gulf Pro League wurde. Seine ausgezeichneten Leistungen in dieser Spielzeit bescherten ihm außerdem die Auszeichnung zum Spieler des Jahres der Liga. gab Taremi bekannt, dass er plane seinen auslaufenden Kontrakt nicht zu verlängern und im Sommer 2016 den Schritt nach Europa zu wagen. Im Juni 2016 wurde schließlich ein Wechsel zum türkischen Erstligisten Çaykur Rizespor in iranischen Medien bereits als fix vermeldet. Eine Übereinkunft scheiterte jedoch letztlich und Taremi kehrte in den Iran zum FC Persepolis zurück, wo er erneut mit einem Zweijahresvertrag ausgestattet wurde.
Taremi schaffte es trotz des Transfer-Hickhacks seine Torausbeute in der Saison 2016/17 nochmals zu verbessern. Mit 18 Toren sicherte er sich erneut die Torjägerkrone, wurde ein zweites Mal in Folge zum besten Spieler der Saison gewählt und bescherte obendrein dem FC Persepolis mit seinen Treffern die Meisterschaft.
Nachdem er die darauffolgende Spielzeit 2017/18 mit vier Torerfolgen und zwei Assists in sieben Ligaeinsätzen begonnen hatte, wurde er von der FIFA für vier Monate gesperrt. Diese Bestrafung rührte aus einem Vertragsbruch mit Çaykur Rizespor im Juli 2016, wo er bereits ein Arbeitspapier unterzeichnet, dieses aber nach seiner Rückkehr zu Persepolis nicht angetreten hatte. Auch Persepolis wurde vom Weltverband mit einem Transfer-Embargo für zwei Wechselperioden hart bestraft. Zu einem Comeback bei der Red Army sollte es für Taremi nicht mehr kommen. Insgesamt sammelte er beim Verein in 87 Ligaspieleinsätzen 45 Tore und 17 Vorlagen.

#### Stagnation in Katar
Am 8. Januar 2018 wechselte Mehdi Taremi zum katarischen Erstligisten al-Gharafa SC, wo er einen 18 Monate laufenden Vertrag unterschrieb. Sein Debüt gab er am 25. Januar 2018 (14. Spieltag) bei der 0:4-Heimniederlage gegen den al-Sadd SC, in der er startete, aber bereits in der Halbzeitpause für Amro Surag ausgewechselt wurde. Sein erstes Tor markierte er am 12. Februar 2018 bei der 2:3-Auswärtsniederlage in der AFC Champions League gegen den al-Jazira Club aus den Vereinigten Arabischen Emiraten. In der verbleiben Saison 2017/18 gelangen ihm in sieben Ligaeinsätzen drei Tore und genauso viele Vorlagen. In der darauffolgenden Spielzeit 2018/19 konnte Taremi seine Leistungen aus den Zeiten bei Persepolis nicht bestätigen und enttäuschte trotz eines Stammplatzes mit nur sieben Toren und vier Vorlagen in 22 Ligaeinsätzen.

#### Torschützenkönig in Portugal
Nach seinem Vertragsende bei al-Gharafa war Taremi im Juli 2019 ablösefrei verfügbar und am 23. Juli 2019 sicherte sich der portugiesische Erstligist Rio Ave FC seine Dienste für zwei Jahre. Bereits in seinem Debüt auf europäischem Untergrund am 3. August 2019 beim 6:1-Ligapokalsieg gegen die UD Oliveirense erzielte er nach seiner Einwechslung für Nuno Santos einen Treffer. Am 23. August (3. Spieltag) markierte er beim 5:1-Heimsieg gegen Desportivo Aves einen Hattrick. Er akklimatisierte sich rasch und mit 18 Toren in 30 Ligaspielen war er neben Carlos Vinícius und Pizzi (beide Benfica Lissabon) in der Saison 2019/20 der erfolgreichste Torschütze der Liga.

#### Wechsel zum FC Porto
Am 31. August 2020 wechselte Taremi zum Ligakonkurrenten FC Porto, wo er einen Vierjahresvertrag unterzeichnete. Sein erstes Ligaspiel absolvierte er am 19. September 2020 (1. Spieltag) beim 3:1-Heimsieg gegen Sporting Braga, als er in der 87. Spielminute für Jesús Corona eingetauscht wurde. Erstmals treffen konnte er am 8. November (7. Spieltag) beim 3:1-Heimsieg gegen den Portimonense SC. In der Saison 2021/2022 konnte Taremi mit seinem Team die portugiesische Meisterschaft gewinnen.

#### Wechsel zu Inter Mailand
Im Juli 2024 wechselte er nach Italien zu Inter Mailand und unterschrieb dort einen Vertrag bis 2027.

### Nationalmannschaft
Am 11. Juni 2015 debütierte Taremi beim 1:0-Testspielsieg gegen Usbekistan für die iranische Nationalmannschaft. Am 3. September 2015 gelangen ihm beim 6:0-Heimsieg gegen Guam in der Qualifikation zur Weltmeisterschaft 2018 seine ersten beiden Länderspieltore. Seit seinem ersten Spiel ist Taremi der gesetzte Stürmer im Team Melli. Mit dem Iran gelang ihm die erfolgreiche Qualifikation zur WM-Endrunde in Russland, wo er in allen drei Gruppenspielen auf dem Platz stand.
Mit der iranischen Auswahl nahm er ein halbes Jahr später an der Asienmeisterschaft 2019 in den Vereinigten Arabischen Emiraten teil. Bereits beim 5:0-Auftaktsieg gegen Jemen konnte er mit zwei Toren und einer Vorlage überzeugen. Sein drittes Turniertor erzielte er beim 3:0-Sieg gegen China im Viertelfinale. Bei der 0:3-Halbfinalniederlage gegen Japan fehlte er aufgrund einer Gelbsperre.

## Erfolge

### Verein
FC Persepolis
- Iranischer Meister: 2016/17
- Iranischer Supercupsieger: 2017

al-Gharafa SC
- Qatari Stars Cup: 2018/19

FC Porto
- Portugiesischer Meister: 2021/2022
- Taça de Portugal: 2021/22

### Individuelle Auszeichnungen
- Torschützenkönig in der Azadegan League (Gruppe B): 2013/14
- Bester Stürmer in der Persian Gulf Pro League: 2014/15, 2015/16, 2016/17
- Team des Jahres in der Persian Gulf Pro League: 2014/15, 2015/16, 2016/17
- Irans Fußballer des Jahres: 2016, 2017
- Spieler des Jahres in der Persian Gulf Pro League: 2015/16, 2016/17
- Torschützenkönig in der Persian Gulf Pro League: 2015/16, 2016/17
- Torschützenkönig in der Primeira Liga: 2019/20